# 伯格尔
伯格尔（德語：Börger，發音：[ˈbœʁɡɐ]）是德国下萨克森州埃姆斯兰县的市镇，面积55.52平方千米，2023年12月31日人口为2,912人。